# Jorge Sá Earp
Jorge de Sá Earp (Rio de Janeiro, 25 de junho de 1955) é escritor, poeta e diplomata brasileiro. Formado em Letras pela PUC-Rio.

## Biografia
Graduou-se em Letras pela Pontifícia Universidade Católica do Rio de Janeiro (PUC-Rio). 
Como diplomata, representou o Brasil em diversas nações como Polônia, Holanda, Gabão, Bélgica, Romênia, Equador, Costa Rica e Itália. Ele também é membro da Associação Nacional de Escritores, sendo reconhecido como uma das vozes mais marcantes da literatura contemporânea brasileira.
Uma das características marcantes de sua literatura é a habilidade em contar histórias com fluência, estabelecendo uma conexão imediata com os leitores. Nas entrelinhas, transparece a ampla erudição do autor, que aborda temas variados das artes e da cultura com leveza e graça. Além disso, o homoerotismo é uma constante em seus contos e romances, sendo tratado com naturalidade, refletindo a diversidade e a complexidade das relações humanas, transitando pelas trilhas do realismo, do naturalismo e do romantismo
A produção literária de Sá Earp abrange poesia, contos e romances. Entre suas obras poéticas destacam-se Feixe de Lenha (1980) e Passagem Secreta (1993). Na prosa, Earp publicou No Caminho do Vento (1983), O Ninho (1986) e se notabilizou por títulos como Ponto de Fuga (1995), vencedor do Prêmio Nestlé de Literatura, Areias Pretas (2004), O Novelo (2008) e As Marés de Tuala (2010). Recentemente, lançou As Amarras (2020), O Fio da Seda (2023) e O Veranista (2024).
O escritor frequentemente utiliza o Rio de Janeiro como cenário central de suas narrativas, capturando a essência da cidade em diferentes épocas. Em O Fio da Seda (2023), ele revisita o Rio romântico das décadas de 1960 e 1970, compondo um romance de formação em que o protagonista amadurece por meio de suas escolhas e descobertas pessoais.
Sua obra é marcada por profundidade psicológica, atenção às transformações do tempo e uma abordagem sensível das contradições da identidade brasileira, consolidando-se como uma contribuição significativa ao cenário literário nacional e internacional.
Jorge Sá Earp ganhou destaque acadêmico pela pesquisadora italiana Alessandra Damin, da Università degli Studi di Padova, que dedicou atenção ao seu livro de contos Areias Pretas (2004). Damin descreve a prosa de Sá Earp como "etérea e indefinida", marcada por personagens que ocultam seus verdadeiros sentimentos e pensamentos. Essa característica confere às narrativas um caráter fragmentado, frequentemente rompendo com o pensamento lógico e a sequência linear tradicional.

## Obras
- Feixe de Lenha (Poesia - Edição do autor, 1980)
- No Caminho do Vento (Contos - Ed. Alfa-Ômega, 1983)
- O Ninho (Romance, Ed. Achiamé,1986)
- Sudoeste (Romance, Ed. Achiamé,1991)
- Passagem Secreta (Poesia, Ed. Taurus, 1993)
- Ponto de Fuga (Romance, Ed. Paz e Terra,  VI Prêmio Nestlé de Literatura, 1995)
- O Cavalo Marinho (Contos, Ed. 7Letras, 1997)
- O Jogo dos Gatos Pardos (Romance, Ed. Eldorado, 2001)
- A Cidade e as Cinzas (Romance, Ed. Razão Cultural, 2002)
- Areias Pretas (Contos, Ed. 7Letras, 2004)
- O Olmo e a Palmeira (Romance, Ed. 7Letras, 2006)
- O Legado (Romance, Ed. 7Letras, 2007)
- O Novelo (Romance, Ed. 7Letras, 2008)
- As Marés de Tuala (Romance, Ed. 7Letras, 2010)
- Bandido e Mocinho (Contos, Ed. 7Letras, 2012)
- Quatro em Cartago (Romance, Ed. 7Letras, 2016)
- A Praça do Mercado (Contos, Ed. 7Letras, 2018)
- As Amarras (Romance, Ed. 7Letras, 2020)
- O Fio da Seda (Romance, Ed. 7Letras, 2023)
- O Veranista (Contos, Ed. 7Letras, 2024)[15]

## Dramaturgia
- A Estufa, 1 ato;

- Os Marmanjos, 1 ato

- Pernoite, 1 prólogo, 1 ato e 1 epílogo

- A Glória Trágica do Dr. Nepomuceno,  2 atos

- Inverno na Serra, 2 atos.

## Prêmios recebidos
Laureado com o romance Ponto de Fuga pela Fundação Nestlé de Cultura (1995).